# Solenocera
Genre
Solenocera est un genre de crustacés décapodes dont les représentants ressemblent à des crevettes.

## Liste des espèces
- Solenocera acuminata Pérez Farfante & Bullis, 1973
- Solenocera africana Stebbing, 1917 - solenocère d'Afrique
- Solenocera agassizii Faxon, 1893 - salicoque colibri
- Solenocera alfonso Pérez Farfante, 1981
- Solenocera algoense Barnard, 1947
- Solenocera alticarinata Kubo, 1949
- Solenocera annectens (Wood-Mason, 1891)
- Solenocera atlantidis Burkenroad, 1939
- Solenocera australiana Pérez Farfante & Grey, 1980
- Solenocera barunajaya Crosnier, 1994
- Solenocera bedokensis Hall, 1962
- Solenocera choprai Nataraj, 1945 - salicoque balafrée
- Solenocera comata Stebbing, 1915
- Solenocera crassicornis (H. Milne Edwards, 1837) - salicoque des vases côtières
- Solenocera faxoni De Man, 1907
- Solenocera florea Burkenroad, 1938 - salicoque fleur
- Solenocera geijskesi Holthuis, 1959 - salicoque guyanaise
- Solenocera gurjanovae Starobogatov, 1972
- Solenocera halli Starobogatov, 1972
- Solenocera hextii Wood-Mason & Alcock, 1891 - salicoque des vases profondes
- Solenocera koelbeli De Man, 1911 - salicoque chinoise de vase
- Solenocera mascarensis Burukovsky, 1993
- Solenocera melantho De Man, 1907
- Solenocera membranacea (Risso, 1816) - salicoque des vases (de l'Atlantique)
- Solenocera moosai Crosnier, 1985
- Solenocera mutator Burkenroad, 1938
- Solenocera necopina Burkenroad, 1939
- Solenocera pectinata (Bate, 1888) - salicoque peigne
- Solenocera pectinulata Kubo, 1949
- Solenocera phuongi Starobogatov, 1972
- Solenocera rathbunae Ramadan, 1938
- Solenocera spinajugo Hall, 1961
- Solenocera vioscai Burkenroad, 1934
- Solenocera waltairensis George & Muthu, 1970
- Solenocera zarenkovi Starobogatov, 1972